# Borgo Loreto

Il Borgo Loreto nel 1888

Borgo Loreto era un quartiere di Napoli, oggi non più esistente, perché andato completamente distrutto durante la seconda guerra mondiale.

## Storia

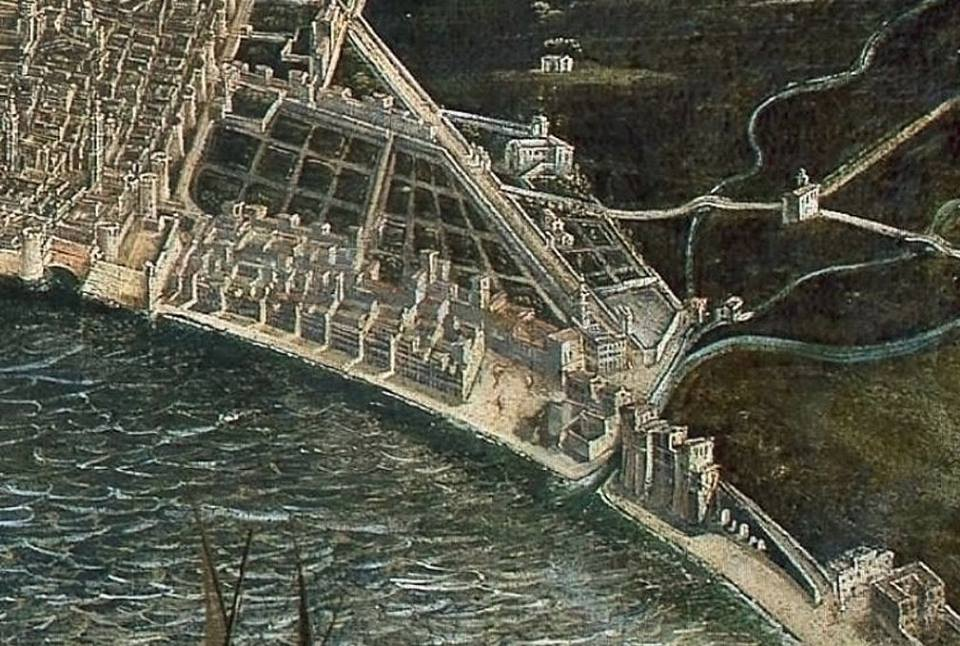
Particolare della zona orientale di Napoli, con il Castello del Carmine, le mura aragonesi, il Ponte della Maddalena, la foce del Sebeto e ad ovest del fiume il Borgo Loreto (1647)

Anticamente questa zona era quasi disabitata ma era ricca di mulini. Il luogo ha preso il nome dalla chiesa di Santa Maria del Loreto che fu eretta nel 1565, ed era ubicata tra la Porta ed il Castello del Carmine, il Ponte della Maddalena, la foce del Sebeto ed il Borgo Sant'Antonio Abate, anche questo denominato buvero, etimo usato ancora oggi.
Durante il medioevo, il borgo era ubicato tra le mura più antiche della città e quelle di nuova realizzazione e come tutti i borghi di Napoli, anche Borgo Loreto era chiamato bùvero. Era un quartiere in cui abitava quello che oggi rappresenta il ceto borghese, all'epoca rappresentato da militari, cavalieri e nobili non aventi una lunga discendenza. Dal XIV secolo tale ceto si scisse in popolo grasso ed artigiani. I primi erano notai, giudici, medici, mercanti e imprenditori. Gli artigiani invece nel tempo si suddivisero in base ai mestieri, andando a creare le corporazioni, mentre in città le zone dove questi erano concentrati presero il nome dalle loro attività, alcune ancora in uso nella toponomastica cittadina.

Nel XVIII secolo nel borgo l'attività più diffusa fu l'arte della ceramica grazie a Nicola Giustiniano, noto ceramista. Il quartiere era conosciuto anche come il Borgo dei vasai napoletani.

## La distruzione
Una prima trasformazione il Borgo la subì nel XIX secolo quando fu realizzato il Risanamento di Napoli.
L'annientamento avvenne con i bombardamenti di Napoli durante la seconda guerra mondiale, in quanto il quartiere era a ridosso del porto. Durante i bombardamenti nel porto furono colpite le navi Muzio Attendolo nel 1942 e la Caterina Costa nel 1943, le cui esplosioni, quella della Costa totalmente devastante, rasero al suolo l'intero quartiere, compresa la chiesa di Santa Maria di Loreto e l'omonimo ospedale (poi ricostruito), mentre fu parzialmente distrutta la chiesa di Santa Maria di Portosalvo. Nel dopoguerra l'unica costruzione degna di nota fu il Palazzo della Fontana eretto tra il 1967 ed il 1972.

Del vecchio Borgo sono rimaste solo due strade: Piazzetta Orticello a Loreto antistante l'ospedale e la vecchia strada di Borgo Loreto divenuta via Vespucci.